# Liste des conseillers régionaux du Gers
Le département du Gers a six conseillers au conseil régional de Midi-Pyrénées[Quand ?] : 
- Jean-Louis Guilhaumon (vice-président) PS
- Élisabeth Mitterrand PS
- Christiane Pieters UMP-NI
- Bernard Lapeyrade PRG
- Fatma Adda Europe Écologie
- Jean-Claude Peyrecave PS